# القيصر (مصطلح سياسي)
القيصر (بالإنجليزية: czar او tsar)‏هو لقب غير رسمي يستخدم لبعض المسؤولين رفيعي المستوى في الولايات المتحدة والمملكة المتحدة، و الذين يتم منحهم عادةً سلطة واسعة لحل و معالجة قضية معينة.
في الولايات المتحدة، القياصرة هم بشكل عام مسؤولون في السلطة التنفيذية يعينهم رئيس السلطة التنفيذية (مثل رئيس الحكومة الفيدرالية، أو حاكم الولاية). قد يحتاج بعض القياصرة إلى التأكيد بموافقة مجلس الشيوخ الامريكي . يُطلق على بعض المعينين من خارج السلطة التنفيذية اسم القياصرة أيضًا. غالبًا ما تكون الأمثلة المحددة لاستخدام المصطلح من صنع الاعلام. 
في المملكة المتحدة ، يتم استخدام هذا المصطلح بشكل فضفاض للإشارة إلى التعيينات رفيعة المستوى و من يتم تكريس مهاراتهم لمجال واحد معين.

## الولايات المتحدة

### تطور المصطلح
كلمة سزار (بالإنجليزية: czar)‏هي من أصل سلافي، مشتقة بالاصل من الاسم قيصر(بالإنجليزية: caeser)‏ ، كما هو الحال مع كلمة تسار (بالإنجليزية: tsar)‏ ، وهو لقب يدل على السيادة، تم إنشاؤه واستخدامه لأول مرة من قبل الإمبراطورية البلغارية الأولى.  تم اعتماد اللقب لاحقًا واستخدامه من قبل الإمبراطورية الصربية وقيصرية روسيا.
أثناء فترة حكم جوزيف جورني كانون ، كان يشار إليه أحيانًا باسم القيصر كانون ( من مسرحية عن المدفع العملاق الذي يحمل نفس الاسم ). كان هذا نتيجة لسلطة رئيس مجلس النواب خلال هذا الوقت. ومع ذلك، كان هناك "تمرد" في مجلس النواب أدى إلى تخلي كانون عن السلطة، فضلاً عن اللامركزية الشاملة للسلطة التي حدثت داخل المجلس. 
خلال المراحل الأخيرة من الحرب العالمية الأولى ، عين الرئيس وودرو ويلسون الممول برنارد باروخ لإدارة مجلس الصناعات الحربية . و كان هذا المنصب يُطلق عليه أحيانًا اسم "قيصر الصناعة". 
أحد أقدم الاستخدامات المجازية المعروفة لهذا المصطلح في الولايات المتحدة كان في إشارة إلى القاضي كينيساو ماونتن لانديس ، الذي تم تعيينه مفوضًا للبيسبول، ويتمتع بسلطات واسعة لتنظيف هذه الرياضة و ارجاع سمعتها الجيدة و ذلك بعد أن لوثتها فضيحة بلاك سوكس في عام 1919. 
في عام 1926، عينت غرفة التجارة في مدينة نيويورك ما أسمته صحيفة نيويورك تايمز "القيصر" لتنظيف صناعة توصيل الحليب. 
في الولايات المتحدة، استخدمت وسائل الإعلام مصطلح القيصر للإشارة إلى مسؤولي السلطة التنفيذية الذين تم تعيينهم منذ الثلاثينيات على الأقل ثم الأربعينيات في عهد الرئيس فرانكلين روزفلت .    و في عام 1942، قامت صحيفة واشنطن بوست بنشر تقرير عن "الأوامر التنفيذية التي أنشأت قياصرة جدد للسيطرة على جوانب مختلفة من اقتصادنا في زمن الحرب".  تم إنشاء مناصب عدة حملت اللقب كقيصر النقل، وقيصر القوى العاملة، وقيصر الإنتاج، وقيصر الشحن، وقيصر المطاط الاصطناعي، كل ذلك لحل و معالجة المشاكل الصعبة في تنسيق الموارد اللازمة لخوض الحرب العالمية الثانية .   ولم تكتف إدارة الرئيس روزفلت بالدفاع عن إنشائها لهذه المناصب؛حيث و في ديسمبر 1944، دعا الجمهوريون في الكونجرس إلى إنشاء منصب "قيصر الغذاء" الذي سيكون له سيطرة غير محدودة تقريبًا على أسعار المواد الغذائية وتوزيعها.  أُطلق على بعض وزراء حكومة روزفلت لقب "القياصرة"، على الرغم من تأكيدهم على النحو الواجب من قبل مجلس الشيوخ، إلى درجة أن صلاحياتهم زادت بموجب القانون. 
ومنذ ذلك الحين، تم إنشاء عدد من المناصب المؤقتة والدائمة في السلطة التنفيذية للولايات المتحدة والتي تمت الإشارة إليها بهذه الطريقة. بدأ هذا الاتجاه مرة أخرى بشكل جدي  عندما أنشأ الرئيس ريتشارد نيكسون مكتبين أصبح رئيساهما معروفين باسم "القياصرة" في الصحافة الشعبية: قيصر المخدرات في عام 1971،  وتم استخدام قيصر الطاقة في ديسمبر 1973  في الإشارة إلى ويليام سايمون رئيساً لإدارة الطاقة الفيدرالية .  أخبر نيكسون حكومته أن سايمون سيكون له "السلطة المطلقة" في المناطق المخصصة له، وقارن النتيجة المقصودة بدور ألبرت سبير باعتباره الشخص المسؤول عن أسلحة الرايخ الثالث .  وجد سايمون أن اللقب "القيصر" و عملية مقارنة سبير كللاهما أمر مقلق.  ومع ذلك، في ذروة الحظر العربي للنفط، أعطى سيمون للموقف اسمًا جيدًا من خلال نجاحه في وضع برنامج إلزامي لتخصيص الوقود وتهدئة المخاوف العامة بشأن النقص دون اللجوء إلى تقنين صريح للبنزين.  
تشمل الأمثلة الأخرى على استخدام لقب " قيصر المخدرات " لرئيس مكتب السياسة الوطنية لمكافحة المخدرات - وهو على الأرجح الأكثر شهرة بين "القياصرة"،  تم استخدام "قيصر الإرهاب" للإشارة إلى المستشار الرئاسي لسياسة الإرهاب ، و "قيصر الأمن السيبراني" لأعلى مسؤول في وزارة الأمن الداخلي فيما يتعلق بأمن الكمبيوتر وسياسات أمن المعلومات ، و" قيصر الحرب " للإشراف على الحروب في العراق وأفغانستان .
في عام 2005، أصدر مكتب محاسبة الحكومة الأمريكية رأيًا بشأن استخدام مصطلح "قيصر المخدرات" في القصص الإخبارية المعدة مسبقًا والتي أصدرها مكتب السياسة الوطنية لمكافحة المخدرات خلال السنوات 2002، و2003، و2004. ووجد مكتب محاسبة الحكومة أنه على الرغم من أن "القانون لا يمنح هذا اللقب لمدير المكتب الوطني المعني بمراقبة المخدرات "، فإن "استخدام مكتب السياسة الوطنية لمكافحة المخدرات لمصطلح "قيصر المخدرات" لوصف مدير المكتب لا يشكل تعظيماً ذاتياً غير قانوني". 
تم تطبيق مصطلح "القيصر" أيضًا على المسؤولين الذين ليسوا أعضاء في السلطة التنفيذية، مثل إليزابيث وارين ، التي تم تعيينها في لجنة تابعة للكونجرس للإشراف على برنامج إغاثة الأصول المتعثرة في عام 2009 ووصفت بأنها "القيصر الإشرافي"،  والمناصب التي أكدها مجلس الشيوخ ، مثل مدير المخابرات الوطنية ، تم وصفه بـ "قيصر الاستخبارات" في عام 2004. 

### حيثيات اللقب
تشمل المزايا المذكورة لإنشاء مناصب من نوع القيصر القدرة على الخروج من القنوات الرسمية وإيجاد حلول مبتكرة للمشاكل المخصصة ، والقدرة على إشراك الكثير من الجهات الفاعلة الحكومية في صنع القرار في القضايا الكبرى، مما يمكّن في نهاية المطاف بيروقراطية ضخمة للبدء في التحرك في اتجاه جديد. يمكن لبعص المشاكل ان تحدث عند جعل جميع الأطراف تعمل معًا وفي إدارة مراكز القوى المتنافسة سوية. 
أحد التفسيرات لاستخدام هذا المصطلح هو أنه بينما يتمرد الشعب الأمريكي على مصطلحات مثل "الملك" و"الدكتاتور"، وربطهم بالملك جورج الثالث أو الشخصيات الفاشية خلال الحرب العالمية الثانية ، فإن مصطلح "القيصر" أجنبي وبعيد وغريب. و مختلف بما يكفي ليكون مقبولاً.  وحقيقة أن مناصب القيصر يتم إنشاؤها غالبًا في أوقات الأزمات العامة تجعل الجمهور متلهفًا لرؤية شخصية قوية تتخذ قرارات صعبة لا يستطيع الهيكل السياسي الحالي اتخاذها.  والسبب الآخر هو أن الأمريكيين في ذلك العصر تبنوا بشكل عام كلمات آسيوية غريبة للإشارة إلى أولئك الذين يتمتعون بسلطة كبيرة، وربما غير مقيدة، مع كون " قطب " و" رجل أعمال " أمثلة مصطلحات مستخدمة في سياقات الأعمال.[بحاجة لمصدر]</link>

### الأسباب
قد تكون الزيادة في مناصب القيصر مع مرور الوقت سببها نمو حجم ودور حكومات السلطة التنفيذية، وكذلك صعوبة التنسيق السياسي عبر الولايات لقضائية المتعددة.  في الواقع، تصبح مناصب القيصر في بعض الأحيان مهمة إلى الحد الذي يجعلها مكاتب تنفيذية دائمة، مثل مكتب السياسة الوطنية لمكافحة المخدرات أو الممثل التجاري للولايات المتحدة . 

كما تساءل اثنان من الباحثين القانونيين عما إذا كان الكونجرس قد ساهم في انتشار القياصرة.  من عام 1939 إلى عام 1984، سمح الكونجرس لرئيس الحكومة بدمج المهام والوكالات داخل السلطة التنفيذية، وفقًا لقانون إعادة التنظيم، الذي قلل من العبء الإداري للرئيس "في محاولة لتنسيق المهام المتباينة التي تعمل تحت ظل سلطات متباينة بنفس القدر". لكن الكونجرس سمح بانتهاء هذه السلطة عند نهاية الولاية الأولى للرئيس ريجان، مما دفع هؤلاء الباحثين إلى الاستنتاج التالي:
في غياب سلطة إعادة التنظيم، ماذا كان على الرئيس أن يفعل؟ لا يستطيع الرئيس شخصياً تنسيق جميع الوظائف والوكالات المتباينة في الحكومة الفيدرالية الضخمة. ومع ذلك، إذا فشلت احد هذه السياسات بسبب سوء التنسيق، فإن الرئيس يخضع للمساءلة. لذا فليس من قبيل الصدفة أنه مع تزايد التعقيد في الأجهزة الحكومية استجاب الرؤساء بزيادة عدد المساعدين أو "القياصرة" للمساعدة في إدارة وتنسيق مهام السلطة التنفيذية. 

### نقد
كان تعيين "القياصرة" الذين يخدمون السلطة التنفيذية مصدرًا للجدل على مر السنين. في وقت مبكر من عام 1942، رسم كاريكاتير افتتاحي يصور "قيصر الأسعار" ليون هندرسون ، و"قيصر الإنتاج" دونالد نيلسون، و"قيصر السفن" إيموري إس لاند وهم يتقاسمون العرش.  و في عام 2009، ذكرت منظمة الرقابة الحكومية غير الربحية المسماة "دافعي الضرائب للحس السليم " أنه "وفقًا لإحصاءاتنا، هناك ما لا يقل عن 31 قيصرًا نشطًا، مما يمنح الإدارة الحالية عددًا من القياصرة أكثر مما كان لدى الإمبراطورية الروسية في تاريخها بالكامل". 

## وصلات خارجية
- قائمة قياصرة السلطة التنفيذية في الولايات المتحدة
- قائمة المناصب التي تم شغلها بالتعيين الرئاسي مع تأكيد مجلس الشيوخ
- سياسة الولايات المتحدة خلال الحرب العالمية الثانية
- رئاسة باراك أوباما: مناصب بارزة خارج مجلس الوزراء